# Murchante
Murchante è un comune spagnolo di 3 199 abitanti situato nella comunità autonoma della Navarra.